# Fingal
Fingal (irl. Contae Fhine Gall) – jednostka administracyjna w Irlandii, wchodząca w skład tradycyjnego hrabstwa Dublin. Populacja hrabstwa w 2011 roku wynosiła 273 991 mieszkańców.
Na jego terenie mieści się m.in. Port lotniczy Dublin.
Hrabstwo powstało 1 stycznia 1994 roku.
W zabytkowej wieży Martello w Howth w Fingal znajduje się muzeum sprzętu radiowego i fonograficznego Ye Olde Hurdy Gurdy Museum of Vintage Radio